# Michael Redgrave
Michael Scudamore Redgrave, CBE (ur. 20 marca 1908 w Bristolu, zm. 21 marca 1985 w Buckinghamshire) – angielski aktor filmowy i teatralny, reżyser, scenarzysta, producent oraz autor. Nominowany do Oscara za pierwszoplanową rolę w filmie Żałoba przystoi Elektrze (1947).

## Życiorys
Urodził się w Bristolu w angielskim hrabstwie Gloucestershire jako syn aktora filmów niemych Roya Redgrave’a (zm. 1922) i aktorki Margaret Scudamore (zm. 1958). Nigdy nie poznał swojego ojca, który odszedł, gdy miał sześć miesięcy, by kontynuować karierę w Australii. Jego matka następnie poślubiła kapitana Jamesa Andersona, plantatora herbaty, lecz nie znalazł on uznania w oczach przybranego syna.
Studiował w Clifton College w dzielnicy Bristolu Clifton oraz w Magdalene College na Cambridge University. Był belfrem w Cranleigh School w Surrey zanim został aktorem teatralnym w 1934. Dwukrotnie (w 1958 i 1963 roku) zdobył nagrodę dla najlepszego aktora podczas ceremonii Evening Standard Theatre Awards. W tych samych latach organizacja Variety, the Children’s Charity przyznała mu tytuły aktora roku.
W 1938 wystąpił w swojej pierwszej poważnej, a zarazem najbardziej rozpoznawalnej roli – wcielił się w postać młodego muzykologa Gilberta Redmana w dramacie sensacyjnym Alfreda Hitchcocka Starsza pani znika, opartym na noweli Ethel Liny White. Dwa lata wcześniej epizodycznie pojawił się także w dreszczowcu szpiegowskim Hitchcocka Bałkany, jednak jego występ w filmie nie został uwzględniony w czołówce. Po wczesnych rolach, wysoko ceniono jego udziały w filmach: antologicznym horrorze U progu tajemnicy, 1945), wojennej Drodze do gwiazd (1945) czy w dramatycznym Cieniu człowieka (1951), za rolę w którym to odebrał nagrodę dla najlepszego aktora podczas Festiwalu Filmowego w Cannes. Za rolę Orina Mannona w filmie Żałoba przystoi Elektrze (1947) nominowano go do Oscara. W ostatniej roli, w charakterze narratora, pojawił się w filmie Pieśń o starym żeglarzu (1977). Za wybitne osiągnięcia w dziedzinie teatru w 1959 otrzymał tytuł szlachecki.
Jest również autorem autobiografii In My Mind's I oraz trzech książek o sztuce aktorskiej.

## Życie prywatne
Od 20 lipca 1935 aż do śmierci jego żoną była aktorka Rachel Kempson (zm. 2003), z którą miał trójkę dzieci: Vanessę Redgrave, Corin Redgrave i Lynn Redgrave. Był osobą biseksualną; temat swojej seksualności poruszył we własnej autobiografii.

## Wybrana filmografia

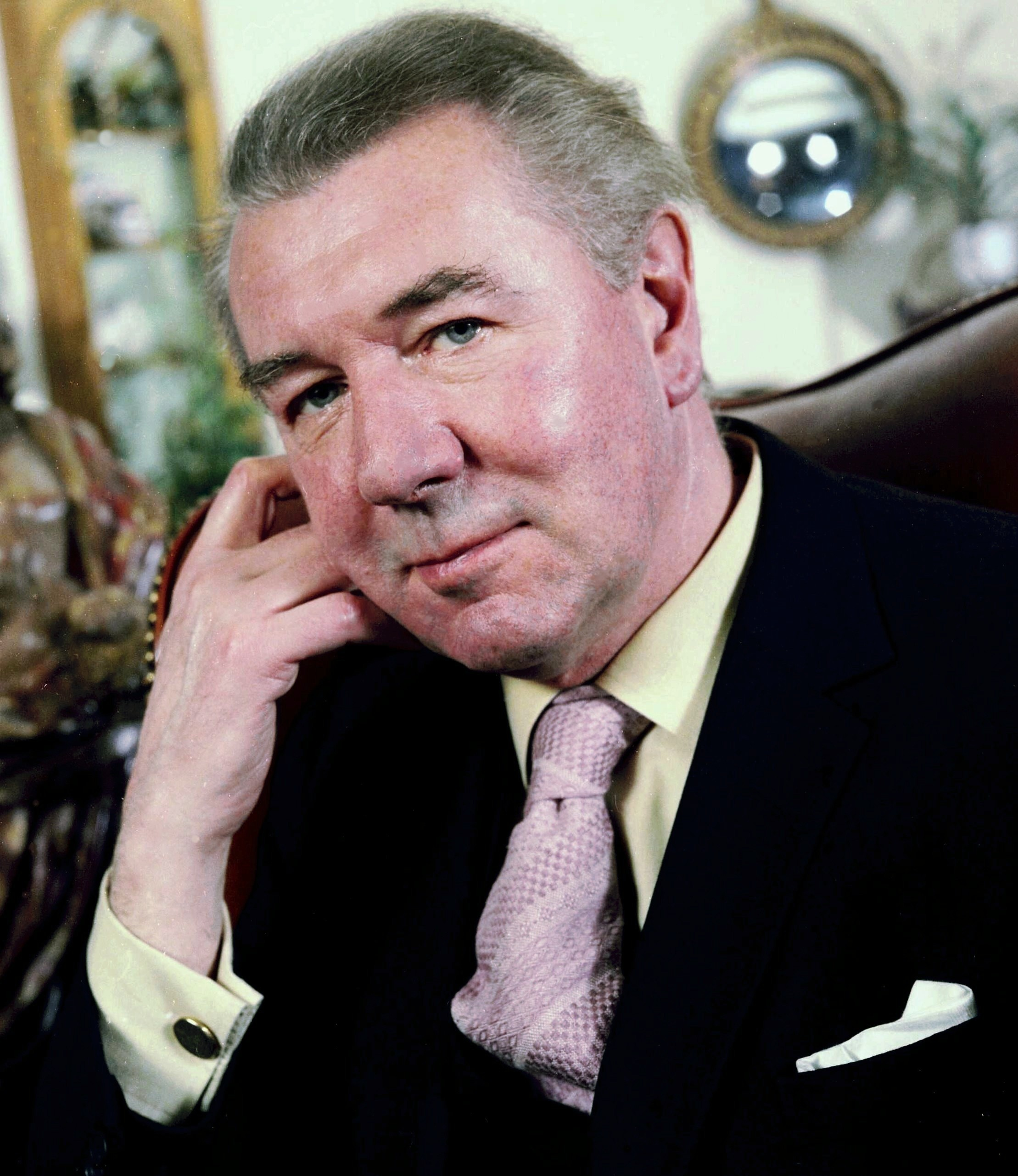
Michael Redgrave (1978)

- 1938: Starsza pani znika (The Lady Vanishes) jako Gilbert Redman
- 1940: Gwiazdy patrzą na nas (The Stars Look Down) jako Davey Fenwick
- 1945: Droga do gwiazd (The Way to the Stars) jako David Archdale
- 1947: Żałoba przystoi Elektrze (Mourning Becomes Electra) jako Orin Mannon
- 1951: Cień człowieka (The Browning Version) jako Andrew Crocker-Harris
- 1956: 1984 jako generał O’Connor
- 1962: Samotność długodystansowca (The Loneliness of the Long Distance Runner)
- 1965: Bohaterowie Telemarku (The Heroes of Telemark) jako „Wujek”
- 1970: Połączone pokoje (Connecting Rooms) jako James Wallraven
- 1971: Mikołaj i Aleksandra (Nicholas and Alexandra) jako Sazonow
- 1971: A Christmas Carol jako narrator
- 1972: The Last Target jako Erik Fritsch
- 1973: Dr Jekyll i Mr Hyde (Dr Jekyll and Mr Hyde) jako Danvers
- 1977: Pieśń o starym żeglarzu (Rime of the Ancient Mariner) jako marynarz/narrator

## Nagrody
- Nagroda Akademii Filmowej nominacja w 1948
- Nagroda BAFTA 2 nominacje (1956 i 1958)
- Nagroda na MFF w Cannes 1951 – nagroda dla najlepszego aktora za Cień człowieka